# Storeya paradoxa
Storeya paradoxa är en stekelart som beskrevs av Boucek 1988. Storeya paradoxa ingår i släktet Storeya och familjen puppglanssteklar.
Artens utbredningsområde är Nepal. Inga underarter finns listade i Catalogue of Life.